# Acosmeryx castanea
Acosmeryx castanea is een vlinder uit de familie van de pijlstaarten (Sphingidae). De wetenschappelijke naam van de soort werd in 1903 gepubliceerd door Lionel Walter Rothschild & Jordan.